# Rhacocarpus gracillimus
Rhacocarpus gracillimus là một loài rêu trong họ Rhacocarpaceae. Loài này được (Müll. Hal.) Broth. mô tả khoa học đầu tiên năm 1905.